# Дорохова, Полина Михайловна
Полина (Пелагея) Михайловна Дорохова (21 марта 1938, Ахтырка, Украинская ССР) — оперная певица, народная артистка Казахстана (1996), Заслуженный работник культуры Украины (1997), доцент Казахстанской национальной академии искусств имени Т. К. Жургенова.

## Биография
Родилась 21 марта 1938 года в городе Ахтырка, Сумской области, Украина. Отец ушел на фронт в первые дни войны, а на руках у 34-летней матери осталось пятеро дочерей. В 1943 году семья получила извещение о гибели мужа и отца.
После окончания школы, как и её старшая сестра Вера, Полина Труш (девичья фамилия) поступает в педагогическое училище. В 1956 году она успешно заканчивает его и уже в 1958 году подает документы в Луцкий педагогический институт. Но вскоре возвращается домой, в Ахтырку, с полной уверенностью, что это ни её путь, и начинает работать старшей пионервожатой в детском доме, активно участвуя в художественной самодеятельности среди учителей города и Народном самодеятельном театре драмы. Именно там она впервые исполнит оперную партию Наталки в опере Н. Лысенко «Наталка-полтавка» и партию Катерины в опере А. Аркаса «Катерина» по поэме Тараса Шевченко. В этих спектаклях Полина имела колоссальный успех и вскоре была приглашена на ведущие партии в Сумской музыкально-драматический театр им. Щепкина. Но она выбирает свой путь и в 1959 году поступает в Харьковскую консерваторию.
Однако, вскоре, в 1961 году, выйдя замуж, уезжает с мужем в Алма-Ату, где и продолжает свою учёбу в Алма-Атинском институте искусств им. Курмангазы, который в 1965 году заканчивает с отличием. Вскоре после распределения в Оперный театр им. Абая, судьба делает новый поворот и Полина становится ведущей солисткой не театра, а Казахской государственной капеллы им Байкадамова под руководством народного артиста СССР Анатолия Молодова. После пяти лет, отработав все положенные сроки, Полина Михайловна уходит в свободное плавание. Она работает в консерватории им. Курмангазы, музыкальном училище, руководит детской вокально-хоровой студией в АДК и Доме пионеров.
В 1969 году, будучи в отпуске в своем родном городе Ахтырке, Полина споет партию Оксаны в опере Г. Артемовского «Запорожец за Дунаем», покорив полетным, звенящим, как колокольчики голосом и неординарным талантом всех своих земляков.
С 1979 года становится старшим преподавателем сольного пения в Государственном театрально-художественном институте. На протяжении всей педагогической деятельности учениками Полины Михайловны Дороховой были Роза Рымбаева — Народная артистка Казахстана, Майра Ильясова, Кудайберген Бекешев, Валерий Бойченко — Заслуженные деятели РК, Алексей Барбошов — Заслуженный артист России, Акбота Керембекова, Маргарита Волгушева и многие другие.
В 1996—1997 годах Полине Михайловне Дороховой присваивают 2 звания: «Народная артистка Казахстана» и «Заслуженный работник культуры Украины».

## Семья
- Отец — Михаил Сергеевич Труш
- Мать — Татьяна Константиновна Труш (Марущенко)
- Муж — Евгений Михайлович Дорохов

## Награды и звания
- Народная артистка Казахстана (1996 год).
- Заслуженный работник культуры Украины (13 октября 1997 года) — за значительный личный вклад в укрепление связей Украины и Республики Казахстан, популяризацию культурно-художественного наследия украинского народа[2].